# Nieciszów
Nieciszów (dawniej niem. Netsche) – wieś w Polsce położona w województwie dolnośląskim, w powiecie oleśnickim, w gminie Oleśnica.

## Położenie
Miejscowość położona jest w pobliżu miasta Oleśnicy. Do miejscowości prowadzą dwie drogi, jedna od strony Drogi Krajowej nr 8 ze zjazdem w Smardzowie (około 3 km). Druga od strony Oleśnicy (około 4 km). W pobliżu przebiega linia kolejowa Wrocław-Oleśnica. 

## Nazwa
Według niemieckiego językoznawcy Heinricha Adamy’ego nazwa wywodzi się od polskiego określenia „ciszy”. W swoim dziele o nazwach miejscowości na Śląsku wydanym w 1888 roku we Wrocławiu jako najstarszą nazwę wymienia „Necischow (Nie cisza)” podając jej znaczenie „Unruhort”, czyli w języku polskim „nie cicha, niespokojna miejscowość”. Nazwa została później fonetycznie zgermanizowana na Netsche i utraciła swoje pierwotne znaczenie.

## Demografia
W miejscowości mieszka 368 osób (2006 r.), w 1939 roku miejscowość zamieszkiwało 467 mieszkańców. Według Narodowego Spisu Powszechnego (III 2011 r.) mieszkało tu 479 osób. W 2021 roku miejscowość zamieszkiwało 860 osób.

## Historia
- 1288 – wymieniona w wykazie miejscowości płacących dziesięcinę na rzecz Zakonu Krzyżowców z Gwiazdą
- 1785 – we wsi funkcjonowała szkoła, folwark, młyn wodny, rozwijano hodowlę owiec i bydła
- 1874 – wieś podzielona na własność gminną i część należącą do majątku książęcego
- 1884 – po śmierci ostatniego z książąt, część wsi weszła w skład majoratu księcia Fryderyka Augusta Saskiego
- 1922 – wzmiankowany jest park w zespole pałacowym, zajmujący powierzchnię 1 ha
- po 1945 – książęca posiadłość uległa parcelacji na drobniejsze gospodarstwa, przydzielone mieszkańcom wsi
- 1945–1950: miejscowość administracyjnie należała do Śląska Dolnego
- 1957–1975: miejscowość administracyjnie należała do województwa wrocławskiego
- 1975–1998: miejscowość administracyjnie należała do województwa wrocławskiego
- od 1999 – miejscowość administracyjnie należy do województwa dolnośląskiego[7]